# Потьомкінський палац
Потьомкінський палац — одна з найдавніших будівель Дніпра, пам'ятка архітектури національного значення. Зведений наприкінці XVIII сторіччя як палац князя Григорія Потьомкіна-Таврійського, нині — Палац студентів імені Юрія Гагаріна Дніпровського національного університету імені Олеся Гончара.

## Будівництво
Планувався як резиденція генерал-губернатора Новоросійського намісництва князя Григорія Олександровича Потьомкіна-Таврійського. Будівництво було розпочато в 1787 році за проєктом архітектора Івана Єгоровича Старова в центрі Катеринослава на горі (згодом названій Соборною) посеред саду, що належав козацькому осавулі Лазарю Глобі і був викуплений в нього Потьомкіним за 3000 рублів (нині — Парк культури та відпочинку ім. Т. Г. Шевченка).
Масштабний проєкт був виконаний у стилі класицизму. Палац складався з трьох частин: центральної, де розташовувались велика і дві малі зали та бічних крил з лоджіями (галереями й колонадами), в яких були кімнати різного призначення. Головний вхід прикрасив шестиколонний портик з фронтоном. Центральна зала палацу була настільки великою, що в ній міг розміститися цілий полк кінноти. Дванадцять колон підтримували ходовий майданчик другого поверху. Розробляючи проєкт, Старов ввів Палац до загальної композиції з площею, де зводилися стіни Преображенського собору. Все це в комплексі мало вималювати зовнішність молодого Катеринослава. Головна площа за віссю з'єднувалась з площею палацу, де він був домінуючим об'єктом.
Однією з символік будівлі, на думку доцента (к. т. н.) М. Лошкарьова, був образ орла, який летить, про що свідчить план будівлі, а напрям курс на Херсон заснований на рік пізніше Катеринослава. Злітає «православний орел» з Монастирського острова, де в час Київської Русі був православний монастир.
До будинку вели підземні ходи. Один з них був виявлений у 1914 р. при прокладанні каналізаційних труб. В ньому можна було вільно пересуватись людині у повний зріст. Склепіння складене з цегли XVIII століття. Хід починався навпроти парадного входу і вів на захід паралельно саду, а далі губився в яру. Через нестачу коштів на дослідження ходу з нього було знято тільки невеличкий план, який розміщувався в історичному музеї.
Довкола палацу британським садівником В. Гульдом був розбитий сад в англійському стилі з екзотичними рослинами та ананасовою і лавровою оранжереями. У 1790 році усі основні роботи, зокрема й оздоблення інтер'єрів були завершені. Потьомкін так і не побачив палацу, оскільки знаходився на фронті бойових дій з Османською імперією, а в 1791 році несподівано помер. Будівлю було зведено в 1792 р., через рік після смерті Потьомкіна.

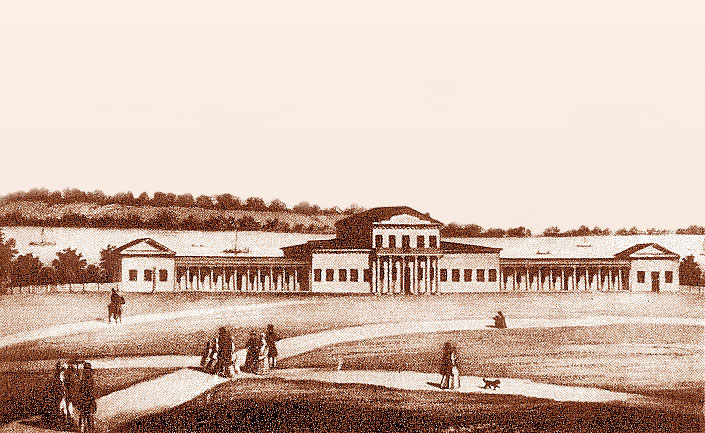
Палац на малюнку середини ХІХ сторіччя
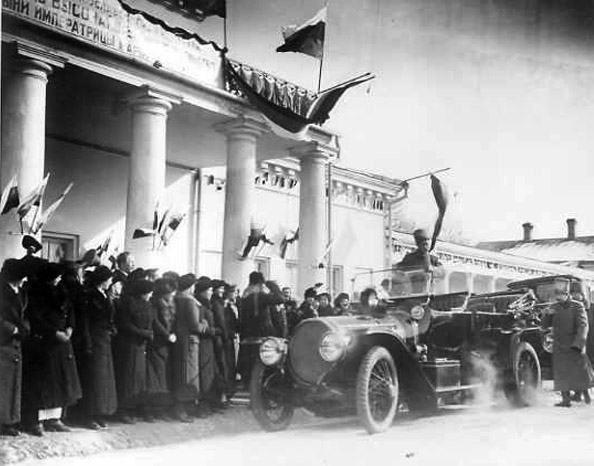
Імператор Микола II відвідує палац під час Першої світової
Фото 1927 року, палац – Будинок відпочинку ім. Ілліча

## Занепад

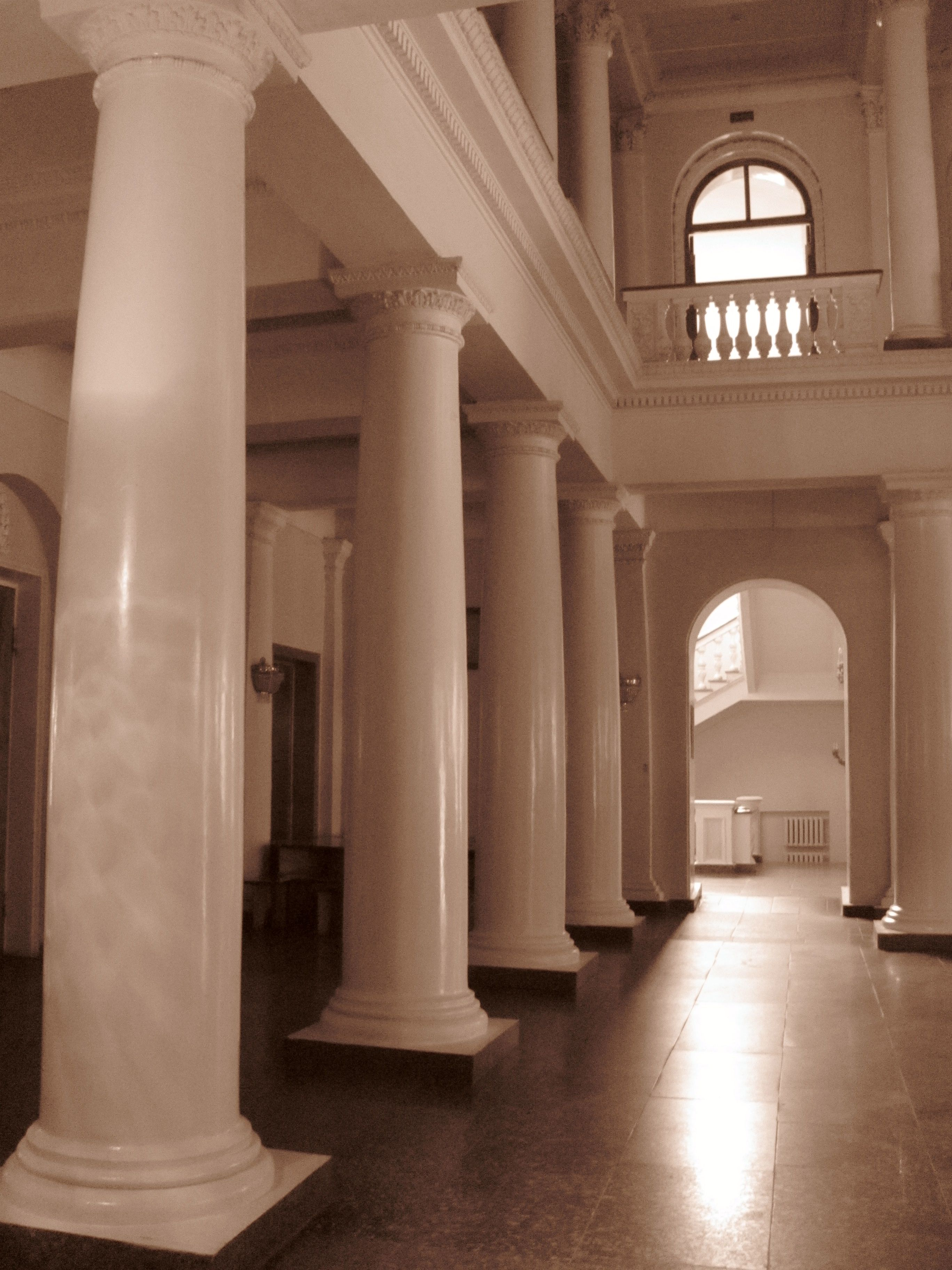
Колони у вестибюлі палацу

Практично одразу після завершення будівництва палац було покинуто — внутрішнє оздоблення навіть не було завершене. Протягом 1792—1839 рр. палац поступово руйнувався. Перебуваючи в Катеринославі у 1827 р., російський мемуарист Філіп Філіпович Вігель у своїх «Записках» так описував Потьомкінський палац: 
« В расстоянии четверти мили (от места закладки Свято-Преображенского собора), по склонению горы к реке находился Потёмкинский дворец; он состоял из одной залы, которую легко было бы обратить в огромный манеж, да из двух комнат по бокам, из которых каждую можно назвать пребольшой залой, мелких комнат было немного. Всё это без полов, без окон, без дверей и дождь капал сверху сквозь дырявую деревянную крышу. Зато сад при нём содержался в исправности и чистоте. Он сошел вниз вплоть до Днепра и на нём захватывал несколько островов соединенных между собой полусгнившими мостиками.»
Видатний етнограф академік Ізмаїл Ізмаїлович Срєзнєвський у 1832 р. в одному зі своїх листів до матері повідомляв:
«Мы заходили и в развалины Потёмкинского дома. Крыша уже разрушена, полы также, но штукатурка ещё сохранилась, превосходная лепная работа.»
Як свідчив у своїх спогадах член Новоросійської контори іноземних поселень А. М. Фадеєв, що проживав у Катеринославі з 1815 по 1834 рр.:
«На горе города красовались развалины Екатеринославского собора и Потёмкинского дворца. Я застал его уже с поврежденною крышею, без окон, без дверей, одна комната завалена бумагами, составляющими Потёмкинский архив при управлении его Новороссийским краем. Никто об этом архиве не заботился и даже при дворце не нашлось ни одного караульного. Я из любопытства несколько раз рылся в громаде бумаг и находил интересные черновые письма, писанные самим Потёмкиным к разным лицам, переписку его секретарей и проч. Через несколько лет этой груды бумаг, в которой, без сомнения, нашлось бы немало любопытного уже совсем там не существовало, а только клочки их валялись разсеянные по саду, окружающему дворец.» 
У 1835 р. палац був спустошений пожежею. В різний час різні архітектори пропонували реконструювати напівзруйновану будівлю під губернські «присутственные места» та семінарію, але до 1839 р. ці проєкти лишалися нереалізованими.

## Відбудова

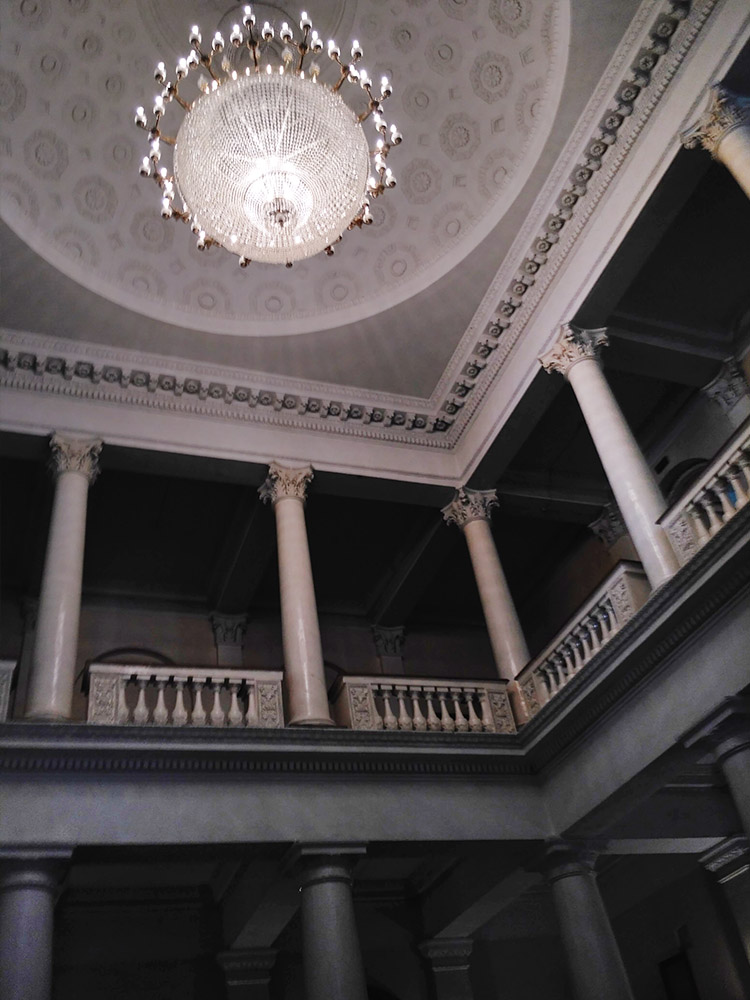
Вестибюль палацу

У 1837 р. напівзруйнована будівля була передана у володіння міському дворянству. З 1839 р. починається відновлення палацу пристосованого для засідань Губернських дворянських зборів. За свідченням викладача Катеринославської семінарії Григорія Яковича Титова, «Дом этот возобновлён или лучше перестроен, с небольшими изменениями своего прежнего плана. В нём особенно замечательна зала по своей масштабности. При перестройке дома она сокращена или перегорожена стеною; но и теперь служит предметом удивления для всех, кто бывает в ней».
У лютому 1849 р. в приміщенні палацу губернських дворянських зборів з ініціативи директора училища Я. Д. Грахова та губернатора А. Я. Фабра було відкрито «Громадський музеум старовини Катеринославської губернії», що став початком міського історичного музею. Експозиція була зібрана з приватних колекцій ентузіастів Катеринослава: археологічні знахідки краю, нумізматика, добірка старожитностей Греції та Єгипту, художні твори та багато іншого.
З початком Кримської війни (1853—1856) експозицію музею було переведено до Катеринославської класичної чоловічої гімназії, а у приміщенні палацу було розгорнуто шпиталь, яким керував талановитий учень хірурга Пирогова Ілля Бойченко та майстерню пошиву одягу для солдатів. У 1855 р. шпиталь відвідував і сам Микола Пирогов, де оглядав поранених з-під Севастополя. До міста було доставлено 11 тисяч солдатів і офіцерів. Багато з важкопоранених померли й були поховані в братських могилах на кладовищі, яке згодом отримало назву Севастопольське. Також в приміщенні палацу діяли шпиталі під час Першої та Другої світових воєн.
Протягом другої половини ХІХ — початку XX сторіччя в палаці Губернських дворянських зборів проходили: у 1887 р. — виставка на честь 100-річчя закладки міста; у 1899-1903 — відбувались заняття першого міського вишу — Катеринославського Вищого гірничого училища (згодом Катеринославський гірничий інститут); 16 січня 1904 року у палаці почала діяльність дворянська каса взаємодопомоги, у 1905 р. — пройшов XIII Археологічний з'їзд, а у 1914 р. — виставка місцевих художників, що дала початок міському художньому музею.
У 1918 р. Потьомкінський палац став першим навчальним корпусом Катеринославського університету, на відкритті якого виступала актриса німого кіно Віра Холодна. У 1920-ті рр. в ньому було відкрито будинок відпочинку Дніпропетровського соцстраху (Будинок відпочинку імені Ілліча). Крайовий комітет охорони матеріальної культури порушив питання перед вищими інстанціями про те, щоб будівлю було передано під зоологічний відділ Крайовому музею.
У 1930-ті рр. палац почали оцінювати як пам'ятку, що перебуває під охороною держави.
У 1943 р., під час відступу німецьких військ, Потьомкінський палац було зруйновано. Від будівлі залишились тільки стіни та колони. Відновлений у 1952 р. за проєктом архітекторів А. Баранського, С. Глушкова та інженера А. Мучника. Розробку проєкту відновлення палацу під Палац культури для студентів було розпочато у 1949 році «Дніпротранспроєктом» Головний архітектор А. В. Баранський.

## Палац студентів імені Юрія Гагаріна

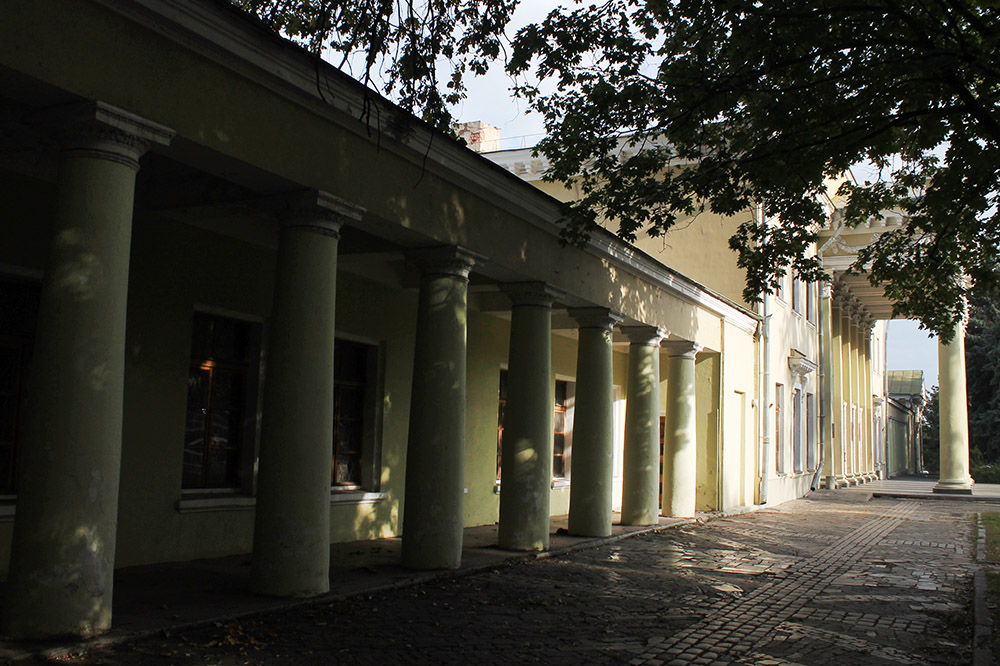
Колонада головного фасаду — найкраще збережений елемент оригінального вигляду палацу

Відбудований палац було перетворено на перший у СРСР міжвишівський Палац студентів міста. У 1961 р. палацу присвоєно ім'я першого космонавта Юрія Гагаріна. В будинку культури діяли вокальні, театральні, музичні та інші художні колективи, що заохочували до культури десятки тисяч студентів міста.
Через осідання ґрунту, що загрожувало руйнацією фундаменту та потреби у відновленні архітектурно-ліпного декору, у 1985 р. було розпочато реконструкцію. Керував роботами архітектор І. К. Трикоз. У 1990 р., у зв'язку з економічними труднощами, обласна рада профспілок звернулася до вишів з проханням допомогти завершити реконструкцію палацу. На

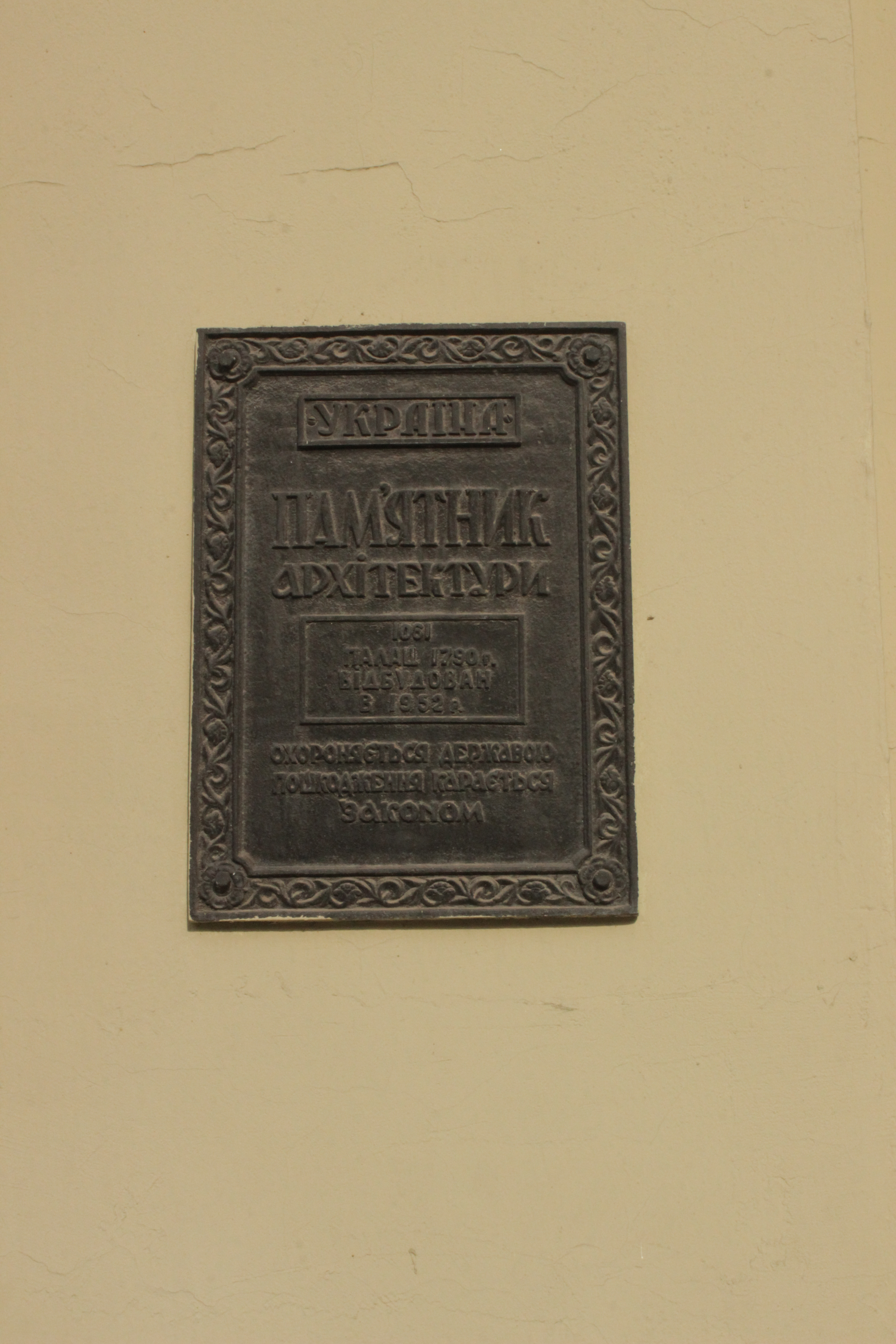
ПАМ'ЯТНИК архітектури

прохання відгукнувся Дніпропетровський державний університет, спільними зусиллями ректорату та профкому якого, за підтримки Дніпропетровської обласної державної адміністрації реконструкцію було завершено. У результаті обласна рада профспілок передала палац ДДУ. В реставраційних роботах брали участь 16 міст СРСР. Так, люстри за ескізами ХІХ ст. виготовляв Ленінградський кришталевий завод, бригада з Івано-Франківська клала паркет, а майстри зі Львова та Москви — мармур. Урядом України палац було віднесено до пам'яток архітектури України, надавши номер 1061[уточнити].
У 1993 р. Палац студентів ДДУ було урочисто відкрито. В 1997 р. в ньому було відкрито галерею «Гетьмани України», а 2005 р. — музей історії Дніпропетровського національного університету. У 2003 р. на Всеукраїнському огляді-конкурсі культурно-освітніх закладів Палац студентів отримав І-ше місце як найкращий культурно-освітній заклад України.
У 2010 р. студентками факультету української й іноземної філології та мистецтвознавства, кафедри образотворчого дизайну виконано розпис стелі. Обрана тема — «Пори року». У 2011 р. у музеї музичних інструментів палацу виставлено на огляд Флейту Пана (III тис. до н. е.) подаровану професором історичного факультету Іриною Федорівною Ковальовою. У 2014 р. розпочато проведення театралізованих екскурсій по всіх залах Палацу студентів.
У 2015 р. палац долучився до всесвітньої акції «Ніч музеїв». Того ж року в одній з підвальних камер палацу було відкрито експозицію знахідок археологічної експедиції ДНУ ім. О. Гончара під керівництвом професора І. Ф. Ковальової.
У червні 2017 палац став однією з основних локацій фестивалю аудіовізуального мистецтва та нових медіа «Конструкція».

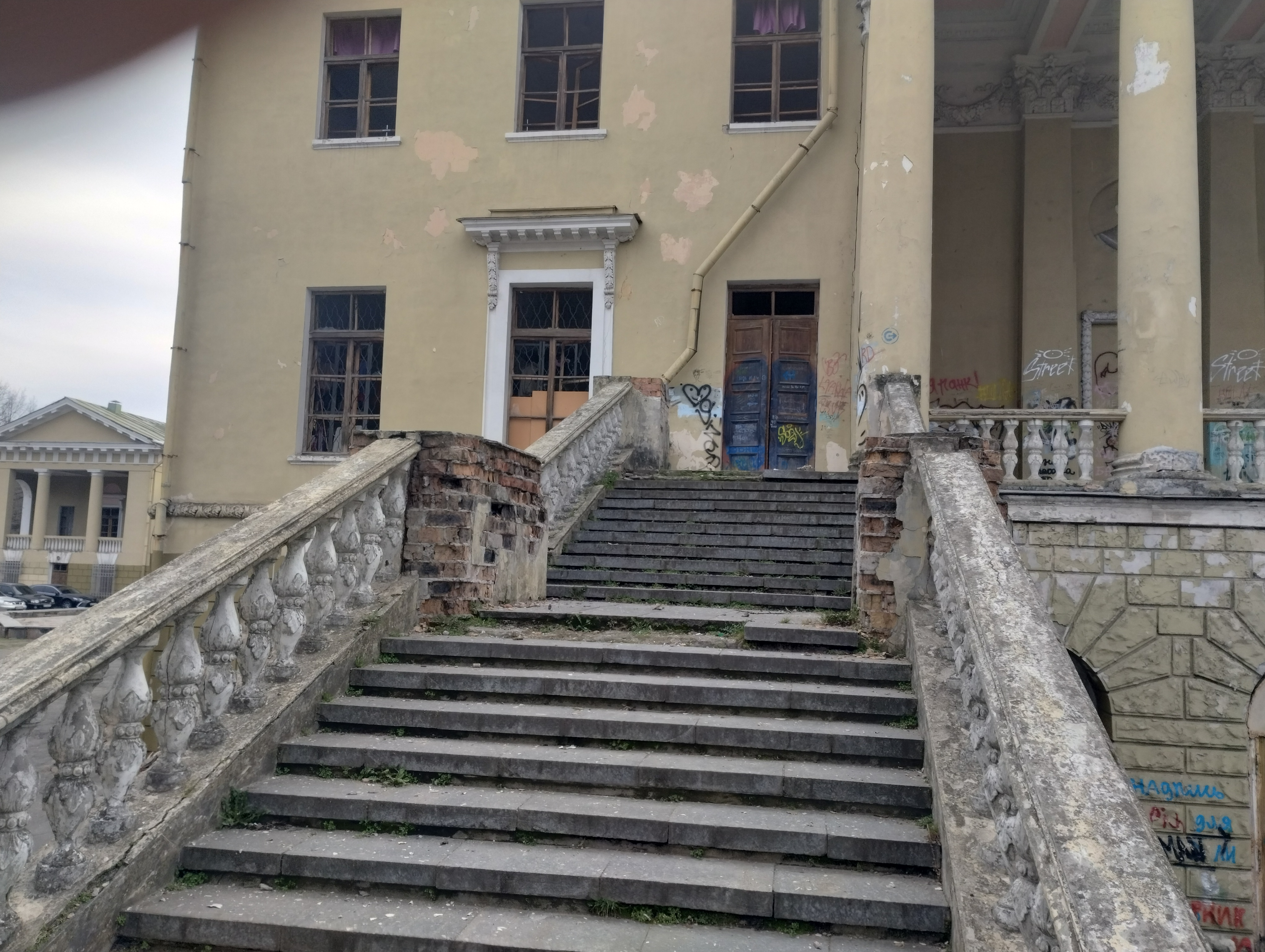
Палац студентів ДНУ пошкоджений внаслідок російської атаки беспілотників. 27 березня 2025 року

В ніч з 26 на 27 березня 2025 року палац постраждав від атаки російських безпілотників: були вибиті вікна, зламано рами. Міський голова Дніпра Борис Філатов пообіцяв після відновлення зруйнованого перейменувати палац на честь Гетьмана Сагайдачного.